# Il segreto di Pollyanna
Il segreto di Pollyanna (Pollyanna) è un film del 1960 diretto da David Swift.
Tratto da un classico della letteratura per ragazzi, Pollyanna di Eleanor H. Porter, il romanzo era andato in scena anche a Broadway in una versione teatrale, adattata e scritta per il palcoscenico dalla commediografa Catherine Chisholm Cushing. Nel 1920 Mary Pickford aveva già ricoperto il ruolo dell'inguaribile ottimista protagonista della storia nel film Pollyanna, diretto da Paul Powell.
Per la sua recitazione in questo film, la giovane attrice Hayley Mills (doppiata nell'edizione italiana da Ludovica Modugno) ricevette nel 1961 l'Oscar giovanile, un Oscar speciale che fu assegnato proprio quell'anno per l'ultima volta. La psicologia cognitiva ha preso spunto da libro e film per etichettare come "sindrome di Pollyanna" il cosiddetto "ottimismo idiota".

## Trama
Agli inizi del '900, nell’immaginaria cittadina americana di Harrington, Pollyanna, una ragazzina di 12 anni rimasta orfana, va a vivere da sua zia Polly Harrington, una donna nubile molto severa, dalla cui famiglia ha preso nome il villaggio.
Quest'ultima, molto benestante e influente sulla comunità della cittadina; istruisce persino il parroco del paese su come fare le prediche in chiesa (inducendolo a minacciare regolarmente i parrocchiani sull’ira di Dio). La zia tratta Pollyanna con freddezza, avendola adottata per puro dovere, ma la ragazzina si mostra comunque molto affezionata a lei. Poco a poco Pollyanna riesce ad attirarsi la simpatia delle domestiche, abituate a un clima di grande austerità e a farsi voler bene grazie al suo 'gioco della felicità', che consiste nel trovare in ogni situazione triste il lato positivo delle cose. Nei giorni successivi la protagonista ha modo di conoscere vari abitanti del paese, tutti inizialmente scontrosi con lei, ma che vengono sempre conquistati dal suo modo di fare gioioso. Tra essi vi sono il burbero mister Pendergast e la bisbetica signora Snow, convinta di essere malata e di stare per morire. Pollyanna fa anche amicizia con Jimmy Bean, un bambino che vive nell'orfanotrofio del paese, e conosce il dottor Chilton, un medico che anni prima era stato fidanzato con sua zia. La ragazzina cerca di farsi spiegare da lui il motivo per cui Polly si è rinchiusa in sé stessa.
Nel frattempo il sindaco di Harrington, dopo un incidente avvenuto nel vetusto orfanotrofio, intende raccogliere fondi dai cittadini per la costruzione di una nuova struttura, allestendo una fiera di beneficenza. L’iniziativa raccoglie il consenso di molte persone, tra cui il dottor Chilton, le domestiche e la stessa Pollyanna, che cerca di convincere tutti gli abitanti del villaggio a fare qualcosa per la buona riuscita della fiera. L’orgogliosa Polly non approva però affatto la proposta, in quanto il palazzo dell'orfanotrofio era stato donato da suo padre alla città e intende invece far riparare il vecchio edificio personalmente. Essendo la donna una persona molto influente, i cittadini sono riluttanti a preparare la fiera, temendo una sua vendetta. La situazione viene poi risolta da Pollyanna, la quale, parlando al prete del paese, lo convince a fare prediche meno brusche e più gioiose. Il parroco trova così finalmente il coraggio di manifestare la propria approvazione per la fiera dopo la messa, inducendo tutti i cittadini a parteciparvi. L'evento si rivela così un successo. Nonostante zia Polly proibisca a Pollyanna di andarvi, la ragazzina scappa di casa aiutata da Jimmy e riesce a raggiungere gli altri alla festa. Nel tentativo di rientrare in casa però, cade da un albero e rimane paralizzata alle gambe.
Non potendo più camminare, Pollyanna è per la prima volta triste, nemmeno il 'gioco della felicità' le importa più. Questo evento cambia però profondamente zia Polly, la quale capisce finalmente i propri errori e si mostra disposta a dare alla nipote l’affetto di cui ha bisogno. Appreso l’accaduto poi, tutti i cittadini vanno a casa della donna intenti a mostrare la loro riconoscenza a Pollyanna per tutto quello che ha fatto per loro, prima che parta insieme alla zia e al dottor Chilton per Baltimora, dove si tenterà di guarirla.

## Riconoscimenti
- 1961 - BAFTA
  - Candidatura per Miglior attrice britannica a Hayley Mills
- 1961 - Premio Oscar
  - Oscar giovanile a Hayley Mills

## Edizioni Home Video
In Italia il film uscì in 5 edizioni home video: in VHS per il noleggio nel giugno 1983 e successivamente per la vendita nel maggio 1988 in forma autonoma e nel marzo 1994 all'interno della collana "Walt Disney Collezione Famiglia", e in DVD nel giugno 2012 e nel febbraio 2021.